# 惠普爾號驅逐艦 (DD-15)
惠普爾號驅逐艦（舷號DD-15）是一艘隸屬於美國海軍的驅逐艦，為特魯斯頓級驅逐艦的二號艦。她是美軍第二艘以特魯斯頓為名的軍艦，以紀念美國獨立戰爭時期的私掠者亞伯拉罕·惠普爾（Abraham Whipple）。
惠普爾號在1899年於馬利蘭鋼鐵造船廠（Maryland Steel）開始建造，在1901年下水，並在1903年服役。接著惠普爾號主要在加勒比海執勤，並在1907年大白艦隊出航後調到太平洋地區。1914年美國入侵韋拉克魯斯後，惠普爾號亦曾多次到墨西哥外海戒備。1917年美國加入第一次世界大戰後，惠普爾號多次前往加勒比海及大西洋巡航，並掩護協約國商船。戰後惠普爾號在1919年退役除籍，並在1920年出售拆解。